# Juscelinomys candango
Juscelinomys candango là một loài động vật có vú trong họ Cricetidae, bộ Gặm nhấm. Loài này được Moojen mô tả năm 1965.